# Правитель Сипана
Правитель Сипана, также Сипанский правитель (исп. Señor de Sipán) — название, под которым в мировой археологии известна гробница высокопоставленного лица III века культуры Мочика, обнаруженная в 1987 году на севере Перу перуанским археологом Вальтером Альва Альва. Открытие захоронений стало важным событием в американской археологии, поскольку впервые был найден нетронутый грабителями памятник перуанской цивилизации, предшествовавшей инкам.

## Местонахождение

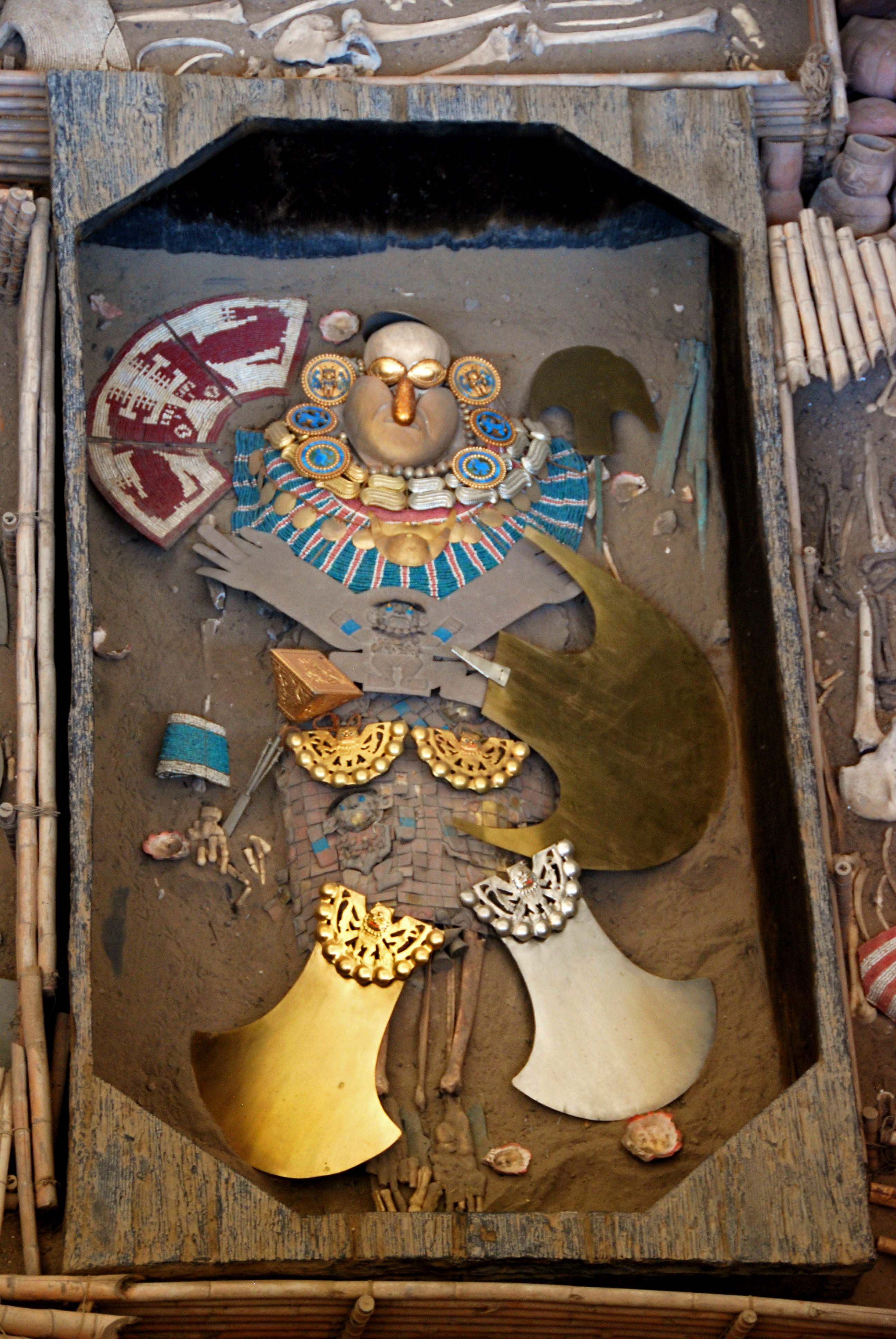
Гробница Правителя Сипана

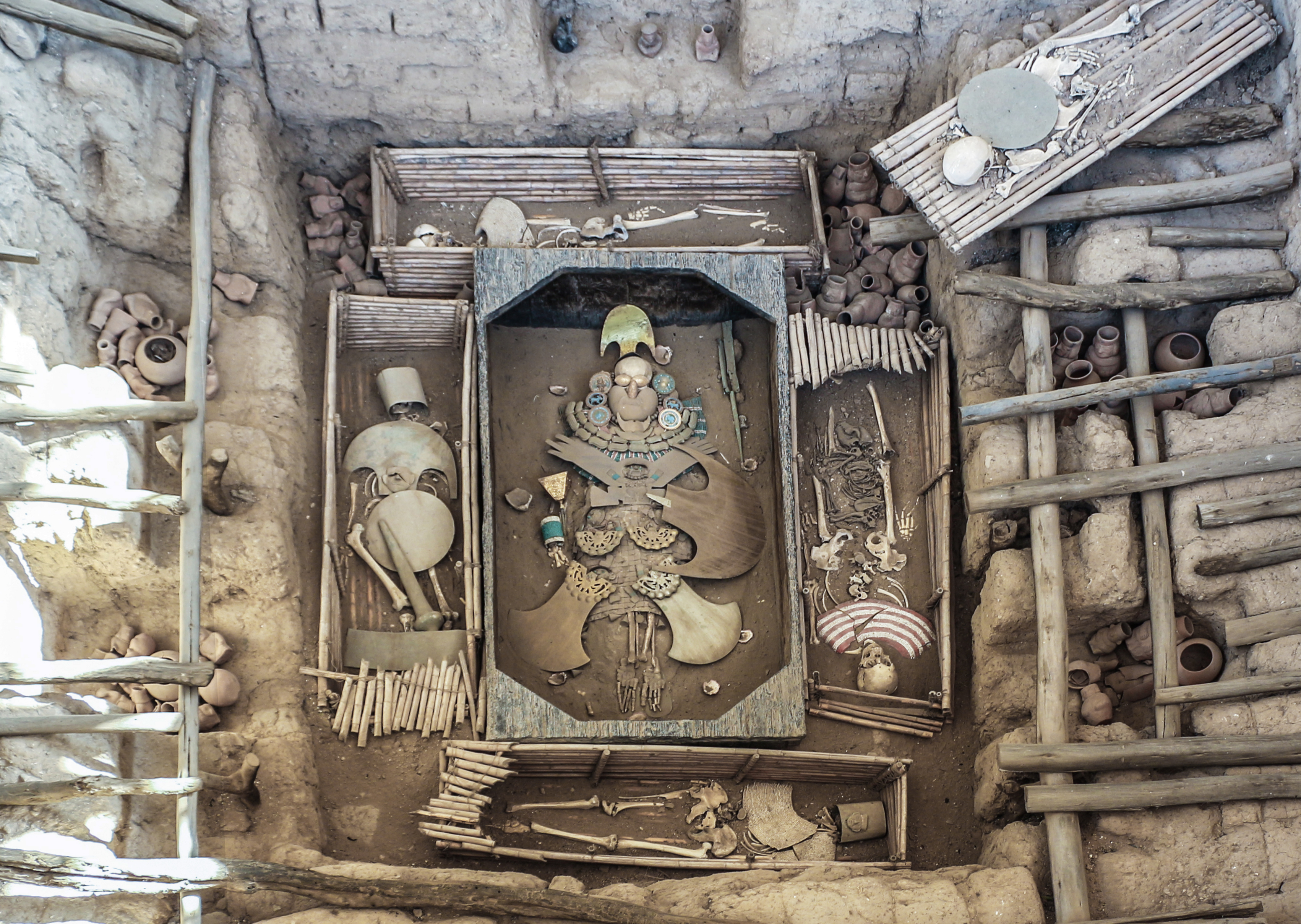
Могила Сипанского правителя вместе с его охранниками (чьи ноги были ампутированы, предположительно, чтобы они не сбежали из могилы.)

Захоронение в посёлке Сипан — пригороде Сальтура в округе Санья провинции Чиклайо, относится к археологической культуре Мочика, которая почитала как главного бога Айя-Паэк, а также поклонялась морю и Луне.

## Вопрос о принадлежности
Японский археолог Идзуми Симада подверг сомнению принадлежность захоронения культуре Мочика; по его мнению (которое большинство археологов не поддерживают), захоронение относилось к более поздней культуре Ламбайеке. Культуры Мочика и Ламбайеке отличаются друг от друга исполнением ювелирных изделий, а также почитанием различных богов.

## Гробница
В связи со своим высоким положением и полубожественной властью правитель был захоронен вместе с восемью людьми. Это, как можно судить по их одежде и останкам, были его жена, две другие женщины — вероятно, наложницы, военачальник, охранник, знаменосец и ребёнок. Среди найденных животных была собака.

## Одежда
В убранстве этого воина-правителя, ростом около 1,67 м, умершего примерно через три месяца после начала правления, отличаются ювелирные украшения и орнаменты, свойственные высокопоставленным лицам — пекторали, ожерелья, носовые кольца, ушные кольца, шлемы, скипетры и браслеты. Изготовлены эти предметы из золота, серебра, позолоченной меди и полудрагоценных камней. Всего в могиле обнаружено более 400 драгоценностей.
Ожерелье из золота и серебра является символом двух основных божеств, Солнца и Луны. На правой стороне груди ожерелье сделано из золота, а на левой из серебра.

## Могила жреца
Под могилой Сипанского правителя обнаружены две других могилы: жреца и (самая нижняя) Старого правителя Сипана.
В могиле жреца обнаружены предметы, говорящие о том, что жрец занимал одно из высочайших мест в религиозной иерархии цивилизации Мочика. Этот жрец, согласно анализу ДНК, был современником Сипанского правителя. Среди вещей, положенных с ним в могилу, следует отметить следующие символы религиозной власти: бокал и большая глиняная чаша, предназначенные для жертвоприношений, металлическая корона, украшенная фигурой филина с расправленными крыльями, и прочие элементы культа Луны.

## Старый Сипанский правитель
Генетический анализ также показал, что Старый Сипанский правитель является прямым предком Сипанского правителя, с разницей в 4 поколения.
В его могиле обнаружены останки молодой женщины и ламы глама, а также роскошные одежды, украшенные золотом и серебром.

## Анализ ДНК
Благодаря анализу ДНК удалось установить такие характеристики Сипанского правителя, как цвет его кожи, тип его губ, волос, цвет глаз и другие особенности его внешнего вида. Кроме того, удалось установить его возраст и группу крови с отрицательным резусом, необычную для тех мест.

## Музей
Ввиду важности находки Вальтер Альва инициировал строительство музея, названного Царские гробницы Сипана (исп. Tumbas Reales de Sipán), который был открыт в 2002 году. Он находится в Ламбайеке. Архитектура музея напоминает древние пирамиды культуры Моче (Мочика). В экспозиции музея представлено более 2000 золотых предметов.
В честь 30-летия находки правителя Сипана, жившего в III веке, в перуанском музее представили новый экспонат — статую правителя с реконструированным лицом.